# Клепининский сельский совет
Клепининский сельский совет (укр. Клепинінська сільська рада, крымскотат. Taşlı Qıpçaq köy şurası) — административно-территориальная единица в Красногвардейском районе Автономной Республики Крым, расположенная в северо-западной части района в степной зоне полуострова. Население по переписи 2001 года — 3484 человека.
К 2014 году состоял из 3 сёл:
- Клепинино
- Карповка
- Ястребовка

## История
Клепининский сельсовет создан в период с 1968 года, когда (сёла ещё числилось в Александровском совете) по 1974 год и на 1 января 1977 года уже имел современный состав. С 12 февраля 1991 года сельсовет в восстановленной Крымской АССР, 26 февраля 1992 года переименованной в Автономную Республику Крым. С 21 марта 2014 года в составе Крыма аннексирован Россией. Законом «Об установлении границ муниципальных образований и статусе муниципальных образований в Республике Крым» от 4 июня 2014 года территория административной единицы была объявлена муниципальным образованием со статусом сельского поселения.